# P-Menthan
p-Menthan (para-Menthan) ist der Trivialname der monocyclischen chemischen Verbindung 1-Methyl-4-isopropyl-cyclohexan aus der Gruppe der Monoterpene. para-Menthan bildet das Grundgerüst vieler natürlich vorkommender Terpene wie etwa der Terpinene, des Limonen, Phellandren und des Terpinolen.

## Vorkommen
Menthan kommt in der Natur, im Gegensatz zu anderen Terpenen, nur selten vor, konnte aber im ätherischen Fruchtöl des Baumes Eucalyptus globulus nachgewiesen werden.

## Gewinnung und Darstellung
Menthan kann durch katalytische Hydrierung des Aromaten p-Cymol oder der ungesättigten Verbindungen Limonen und α-Terpinen hergestellt werden.

## Eigenschaften
Menthan ist eine farblose Flüssigkeit mit einem fenchel- oder minzähnlichem Geruch. Sie gehört zu den Terpen-Kohlenwasserstoffen. Neben dem para-Menthan sind auch die ortho- und meta-Isomere (o- und m-Menthan) bekannt. Nur vom p-Menthan gibt es jedoch zwei Stereoisomere, das cis-p-Menthan und das trans-p-Menthan. Bei der cis-Form zeigen die beiden Substituenten nach vorne, bei der trans-Form zeigt einer nach vorne, einer nach hinten.

cis- und trans-Isomer von p-Menthan
a: Substituent steht axial, e: Substituent steht äquatorial

## Verwendung
Menthan bzw. das besser wirksame Derivat para-Menthan-3,8-diol (PMD) wird als Repellent gegen Zecken und Insekten wie zum Beispiel Stechmücken eingesetzt sowie industriell als Zwischenprodukt bei der Synthese von p-Menthanhydroperoxid, einem Katalysator für radikalische Polymerisation.